# Leyniers

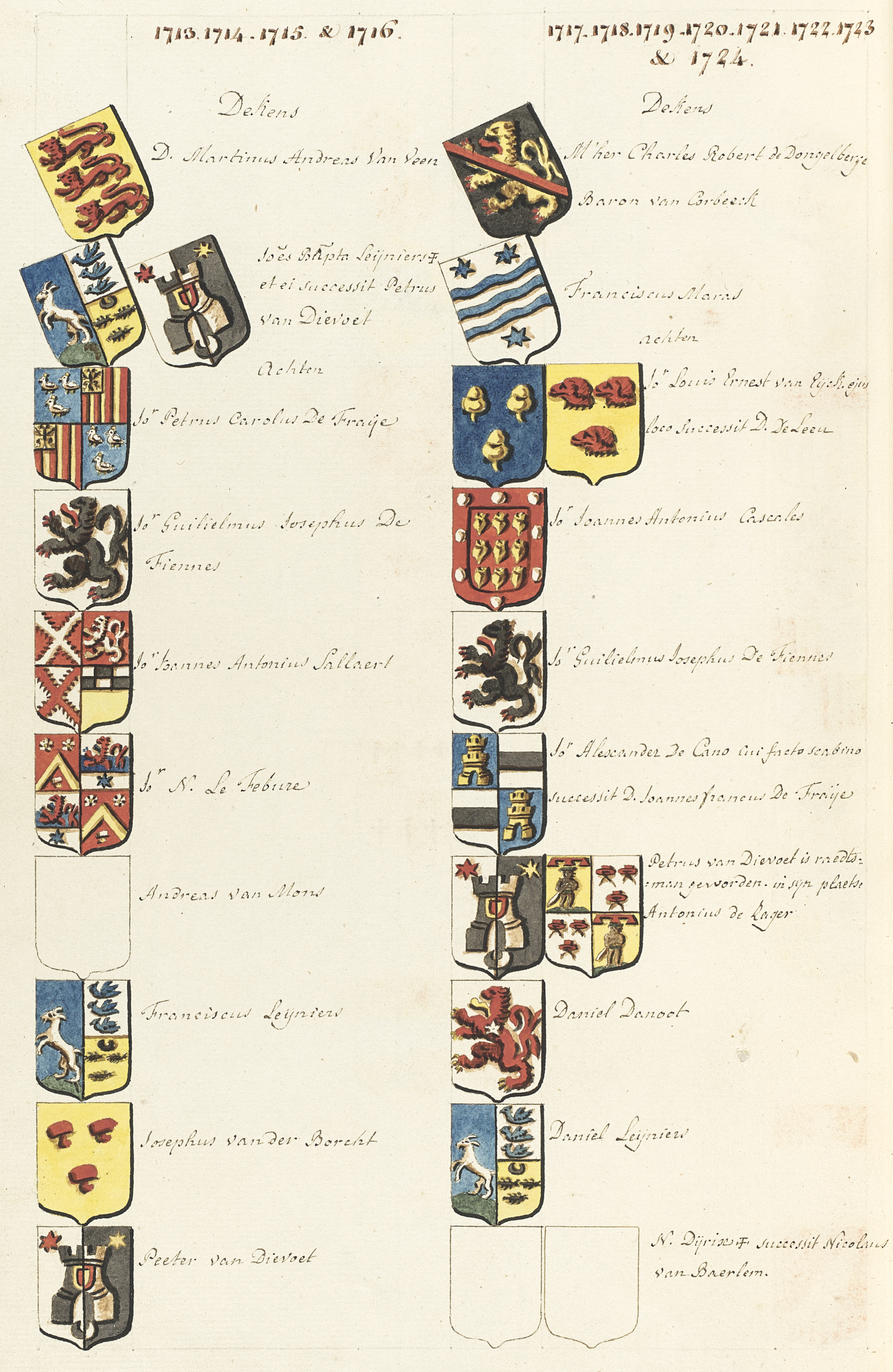
Verschillende leden van de familie Leyniers zaten in de Lakengulde van Brussel.

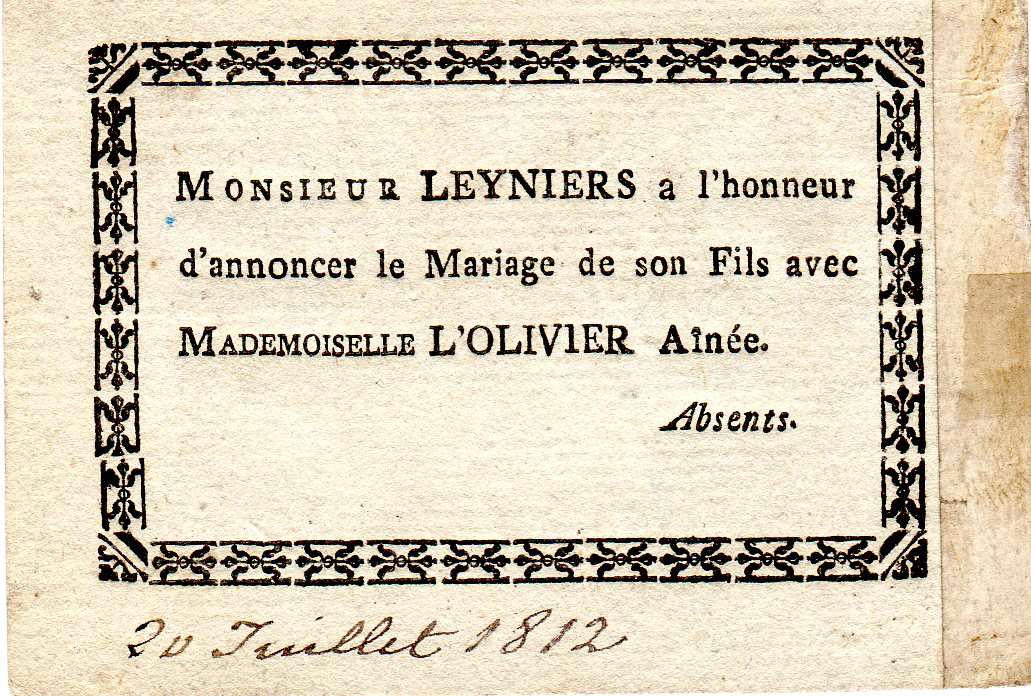
Aankondiging van het huwelijk van mijnheer Leyniers met juffrouw L'Olivier.

Leyniers was een Brusselse familie in de wereld van het wandtapijt. Van minstens de vroege 16e tot ver in de 18e eeuw leverde ze tapijtwevers, wolververs en enige kartonschilders. Wat aanvankelijk een normaal atelier was, groeide door een uitgekiende huwelijkspolitiek en verticale integratie uit tot een dominante firma.

## Geschiedenis
De oudst bekende wever van de dynastie heette Colyn Leyniers. Zijn zoon Antoon is de eerste van wie werk is overgeleverd, de beroemde Romulusreeks die zijn monogram 'AL' draagt. Ook de Leynierstapijten in de Wawelburcht worden tegenwoordig aan hem toegeschreven. Antoons broer Everard I was ook een meester in het legwerkersambacht. Zijn kinderen gingen verschillende richtingen op binnen de tapijtwereld: Jasper zette het weefatelier voort, Gillis I werd kartonschilder en Daniël I wolverver. Hij begon met deze activiteit omdat de gebruikelijke productiecentra zoals Antwerpen te kampen kregen met delokalisatie. De kwaliteit was onmiddellijk hoog. Volgens nuntius Fabio de Lagonissa, die rond 1630 kardinaal Barberini moest adviseren bij het opzetten van een eigen manufactuur, was Daniël Leyniers de eerste verver van de stad. Zijn neef Nicolaas legde zich zelfs exclusief toe op het wolverven en opende, ondanks de in Antwerpen angstvallig beschermde fabrieksgeheimen, een blauwververij. Nicolaas' zoon Jasper werd zo bedreven in de stiel dat hij in 1672 hofleverancier werd van Juan Domingo de Haro, graaf van Monterey. Na vergelijking van Leyniers' rode woldraad met Franse kwaliteit had de graaf beslist dat zijn tapijten voortaan enkel nog met draad van Leyniers mochten worden gemaakt. De wolververij van Leyniers werd dominant en tegen de eeuwwisseling waren ze nog de enige producent.
Ook in het eigenlijke legwerk had de familie een uitstekende reputatie. Rond 1648 won Everard III Leyniers de wedstrijd uitgeschreven door aartshertog Leopold Willem. Unaniem bekroonde de jury van schilders en wevers zijn versie van de 'Teniersmaanden'. Zijn zoon Jan leverde eveneens tal van topreeksen, vaak in samenwerking met andere tapijtmeesters als Willem Van Leefdaal of Michiel Aerts. Met Jan Leyniers stierf de weverstak in 1686 uit.
Ondertussen was het quasi-monopolie in de wolververij terechtgekomen bij de broers Urbanus en Daniël III Leyniers. Urbanus was hofleverancier van landvoogd Maxilimiaan Emmanuel. Na de nederlaag bij Ramillies (1706) moest deze Brussel ontvluchten en verloor Leyniers mogelijk zijn bescherming. In elk geval maanden de Staten van Brabant in 1710 de stad Brussel aan om het monopolie te doorbreken. Het volgende jaar nam een verversgast, Jan Brinck, de gelegenheid te baat om Leyniers na jarenlange dienst te verlaten om voor zichzelf te beginnen. Hij genoot de steun van alle wevers, maar in het verversambacht kon Urbanus de aanvaarding van Brinck als meester tegenhouden. Deze beslissing werd van hogerhand verbroken.
Urbanus en Daniël III Leyniers anticipeerden op de hernieuwde concurrentie door zelf hun herintrede te doen in het tapijtweven. Ze sloten in 1712 een vennootschap met Hendrik II Reydams. Deze joint venture bleek zeer succesvol, want het Leyniersmeesterschap in coloriet was terug te vinden in de wandtapijten, maar bij de dood van Reydams in 1719 vielen de broers in ruzie. Urbanus werkte verder met zijn schoonbroer Jacob Platteborse en vanaf 1729 met zijn zoon Daniël IV. Die stond er vanaf 1745 alleen voor en beleefde de nadagen van het Brusselse wandtapijt. Van zijn hand is een Beschrijvinghe der familie Leyniers bewaard waarin hij terugkijkt op het familieverleden (1759). In 1768 sloot hij zijn atelier om zich toe te leggen op een meer rendabele branche, kant.

## Familie

Wapen van de familie Leyniers.

De stamboom van de familie laat zich vereenvoudigd als volgt reconstrueren:
- Colyn Leyniers († vóór 1548), soms Nicolaas I, wever, gehuwd met Katrien van Huldenberghe
  - Jan I Leyniers († vóór 1548), wever
    - Jacob Leyniers († na 1585), gehuwd met Josyne van Orley, stadsontvanger onder de Brusselse republiek (1583-84)

  - Antoon Leyniers († na 1570), wever actief vanaf ca. 1540, deken in 1569
  - Katelijne Leyniers
  - Everaert I Leyniers (ca. 1510 - na 1570)
    - Everaert II Leyniers (1540/41-1595)
      - Johanna Leyniers (1569-1631), gehuwd met tapijtwever Hendrik Abeloos
      - Jasper Leyniers (1576-1649), soms Gaspard I, wever
        - Anna Leyniers, gehuwd met tapijtwever Philippe Stryckwant
        - Nicolaas Leyniers (1610-1658), soms Nicolaas II
          - Gaspar Leyniers (1634-1703), soms Gaspard II, verver
            - Daniël III Leyniers (1669-1728), verver en wever, tot hij zich in 1719 terugtrok.
            - Urbanus Leyniers (1674-1747), verver en wever. Trouwde in 1702 met Anna-Maria Platteborse. Toegelaten in 1752 tot het geslacht Coudenberg
              - Daniël IV Leyniers (1705-1770), wever, toegelaten in 1769 tot het geslacht Coudenberg.

        - Everaert III Leyniers (1597-1680), deken in 1635, gemeenteraadslid, samenwerking met Hendrik I Reydams, Van Leefdael, Van der Strecken
          - Jan II Leyniers (1630-1686), wever
          - Gillis II Leyniers (1641-1703)

        - Pieter Leyniers, gehuwd met Anna Moncornet

      - Gillis I Leyniers (1579-1666), kartonschilder
      - Cecilia Leyniers (1583-1665), gehuwd met tapijtwever Etienne Vanbus
        - Daniël II Leyniers (1618-1688), kartonschilder
          - Johanna-Catharina (1651-1733), in 1675 gehuwd met tapijtwever Hendrik II Reydams
          - Cornelis Leyniers (1655-1702)

      - Daniël I Leyniers (1587-1659), verver vanaf 1632, vestigde quasi-monopolie. Gehuwd met Johanna van den Broecke († ca. 1673), die zijn zaak verderzette tijdens zijn ziekte en na zijn dood.

## Werk
De volgende tapijtreeksen zijn van de getouwen gekomen bij Leyniers, al of niet in samenwerking met andere ateliers:
- Leven van Romulus en Remus, naar Pieter Coecke van Aelst en Jan Tons II (KMSK, Brussel)
- Rijschool of Groote peerden, naar Jacob Jordaens (Kunsthistorisches Museum, Kasteel Hluboká)
- Leven van Judith (Kasteel Hluboká)
- Geschiedenis van Scipio, naar Giulio Romano
- Leven van Mozes (Kunsthistorisches Museum, Wenen)
- Leven van Alexander, naar Jacob Jordaens (Palazzo Chigi, Philadelphia)
- Geschiedenis van Meleager en Atalanta, naar Charles Le Brun (reeksen o.a. in Stockholm en in het Hermitage)
- Geschiedenis van Cleopatra
- Geschiedenis van Clovis
- Triomf der Goden, 1717, Gent
- Beroemde mannen naar Plutarchos of Griecxsche historie, naar Victor Janssens (verschillende reeksen )
- Geschiedenis van Don Quichotte, naar Jan van Orley en Augustin Coppens (Brussel)
- Geschiedenis van Telemachos, naar Jan van Orley, 1724 (Klosterneuburg)
- Triomf van de goden en godinnen, naar Jan van Orley (München)
- Telemachos (Madrid en Kunsthistorisches Museum, Wenen)
- Boerentaferelen of Landleven, naar David Teniers III (New York)
- Krijgskunst (Kunsthistorisches Museum, Wenen)
- Maanden of Allegorieën van de Tijd (Kunsthistorisches Museum, Wenen)
- Jachten van Maximiliaan
- Geschiedenis van het hertogdom Brabant, 1718 (drie tapijten in het Stadhuis van Brussel)
- Tenierstapijten (Kunsthistorisches Museum, Wenen)
- Handelingen der Apostelen, bewerking door Jan van Orley en Augustin Coppens naar Rafaël (Villa Hügel, Essen)

## Oude bronnen
Door archivalische vondsten valt de familiegeschiedenis vrij accuraat te reconstrueren. Daniël IV Leyniers liet een handschrift met een Beschrijvinghe der familie Leyniers na (1759) en hield voorts een Memorieboeck (1725-45) en Doodtboeck (1722-49) bij. Verder is er een Franse tekst, gekend als Mémoire de Grois, en een inventaris van de erfboedel van Urbanus Leyniers (1747).

## Enkele wandtapijten uit de Leyniers-ateliers

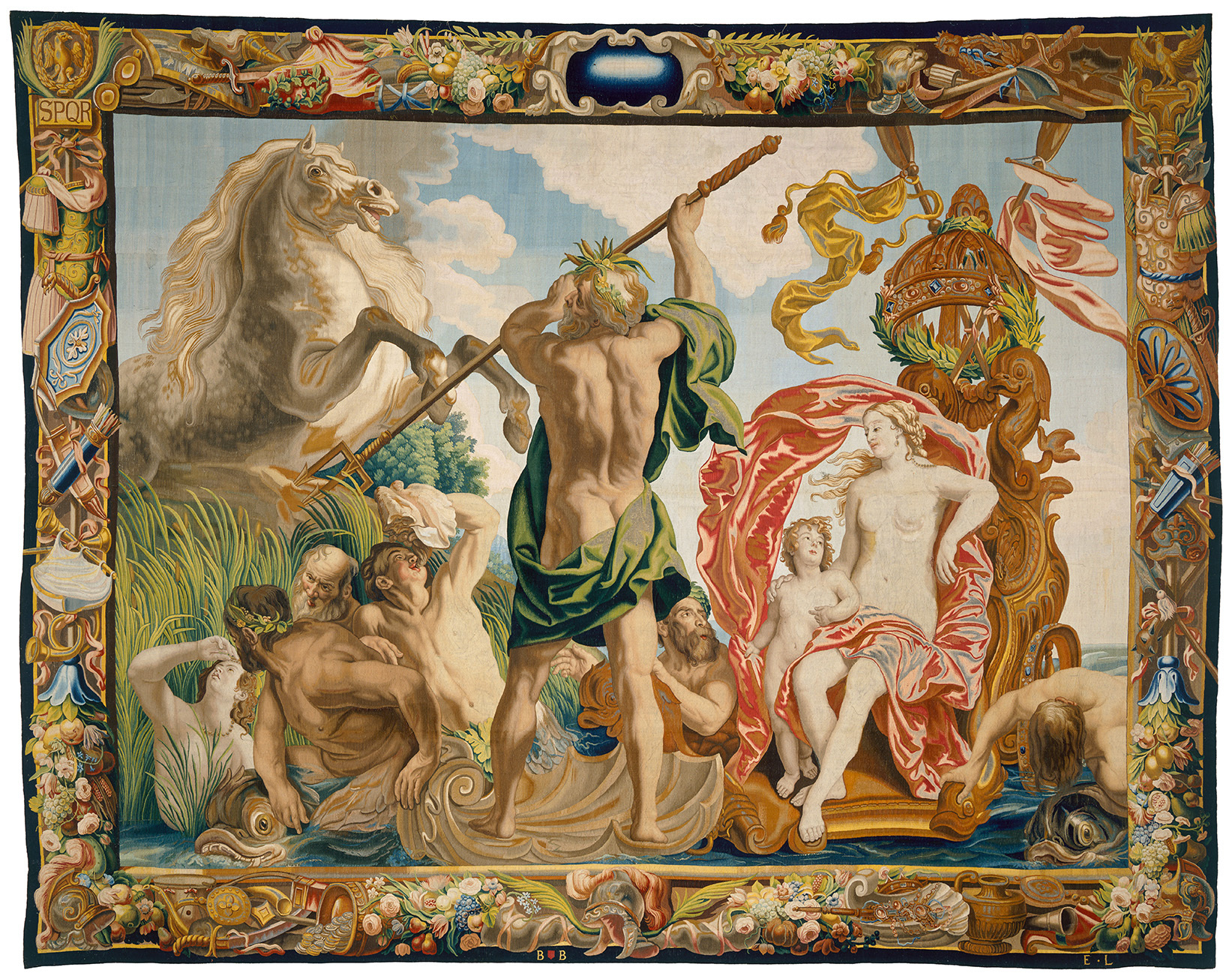
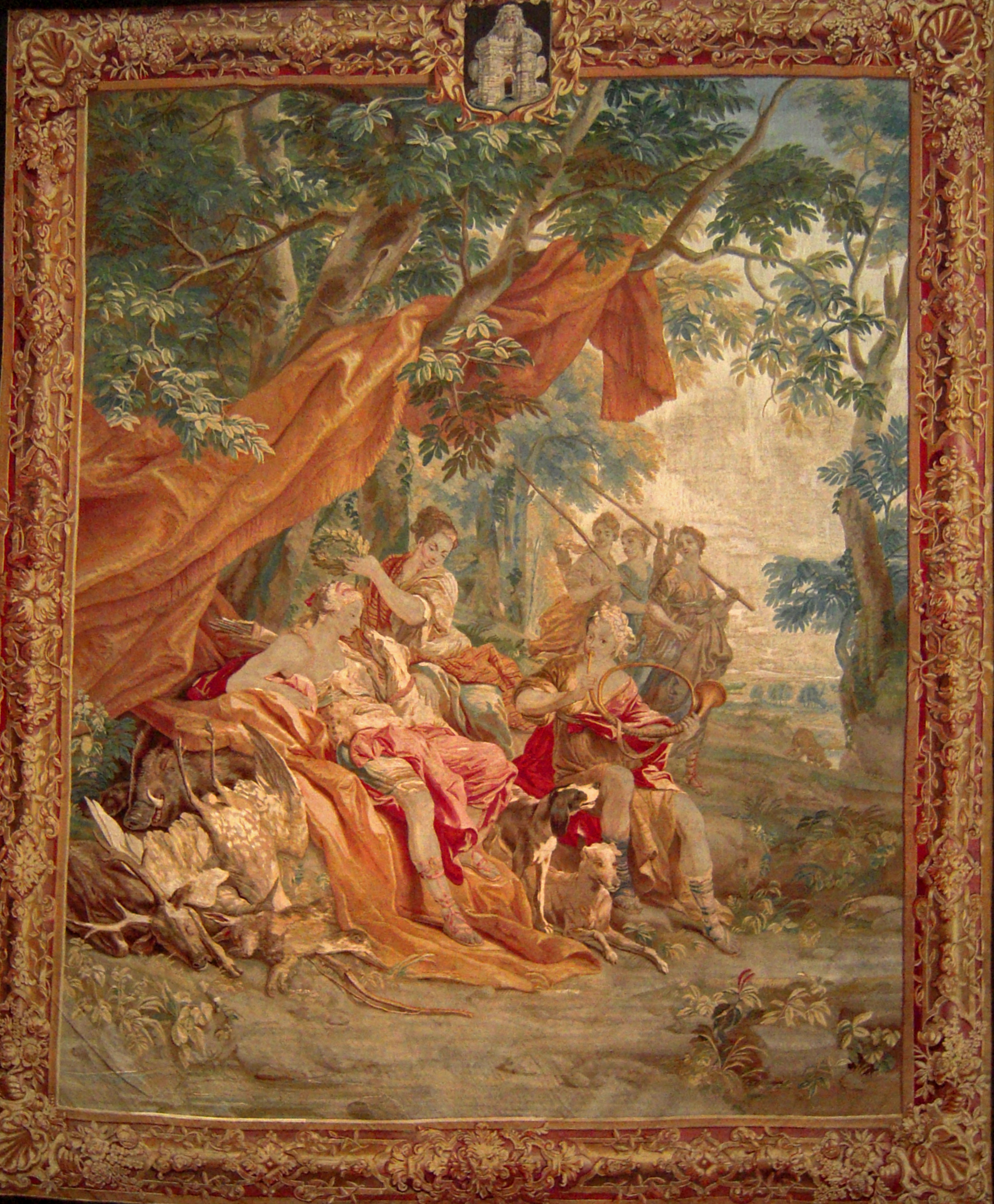
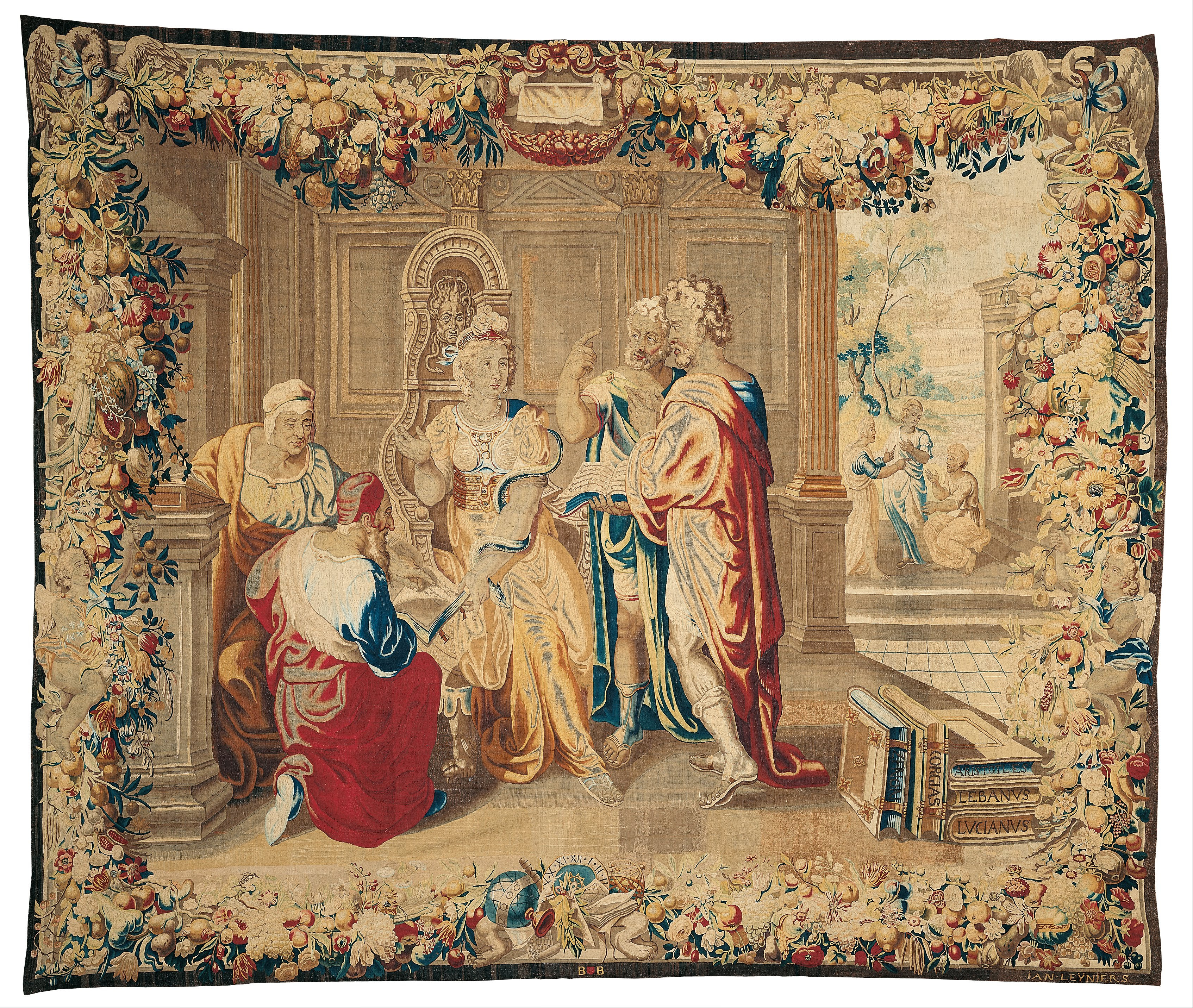
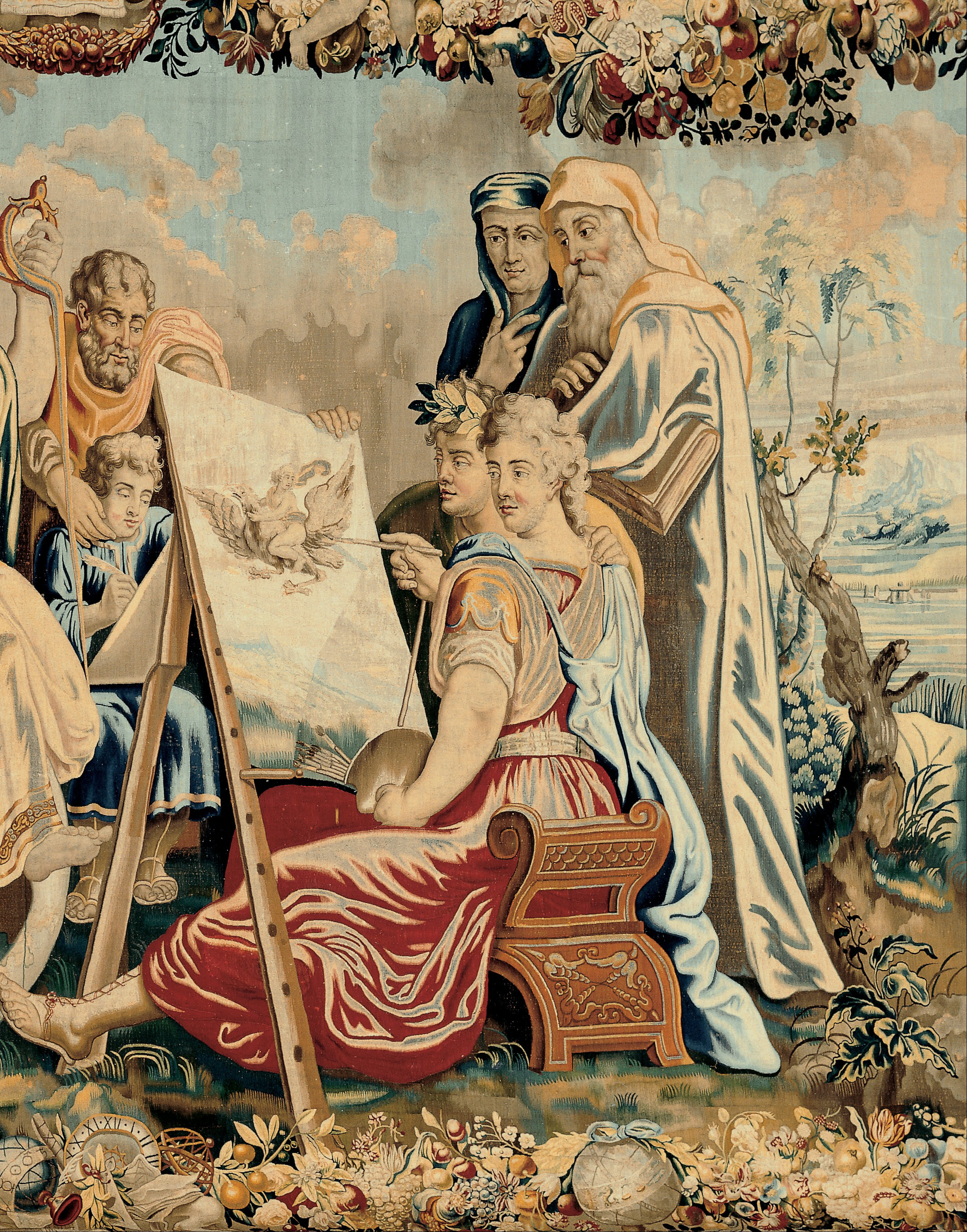
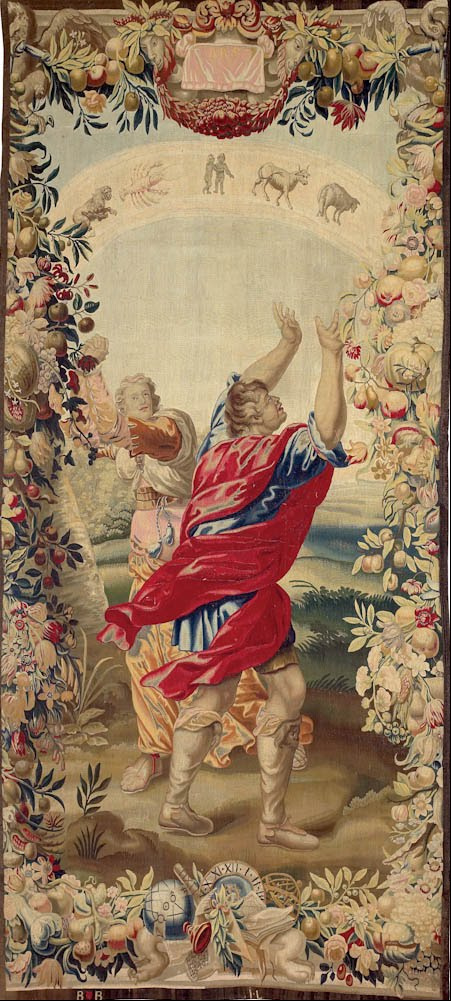
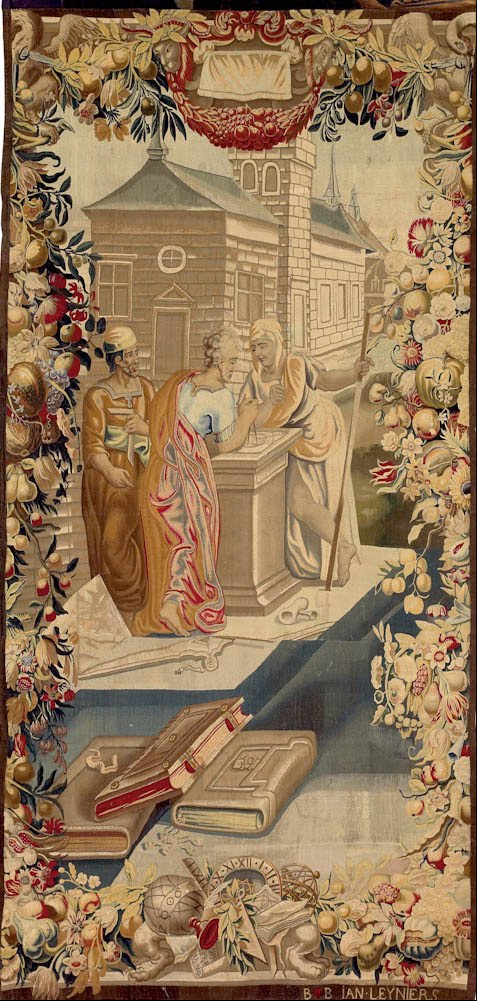
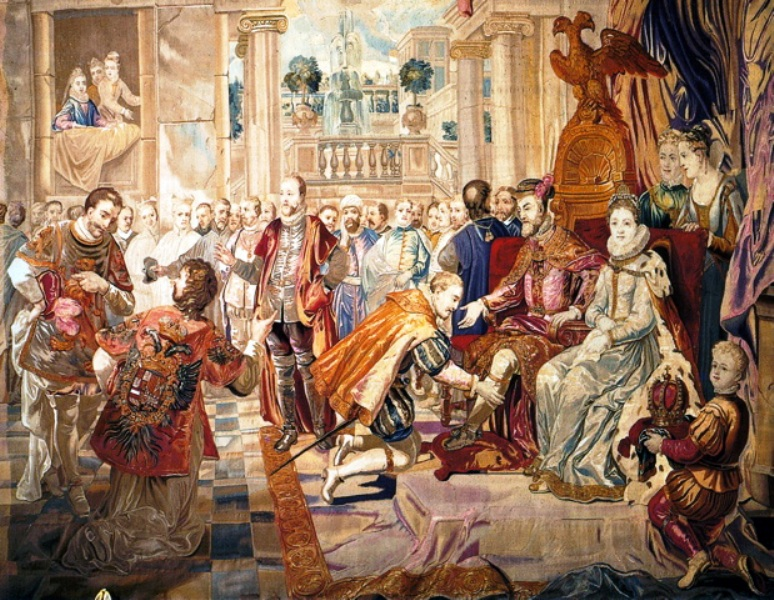
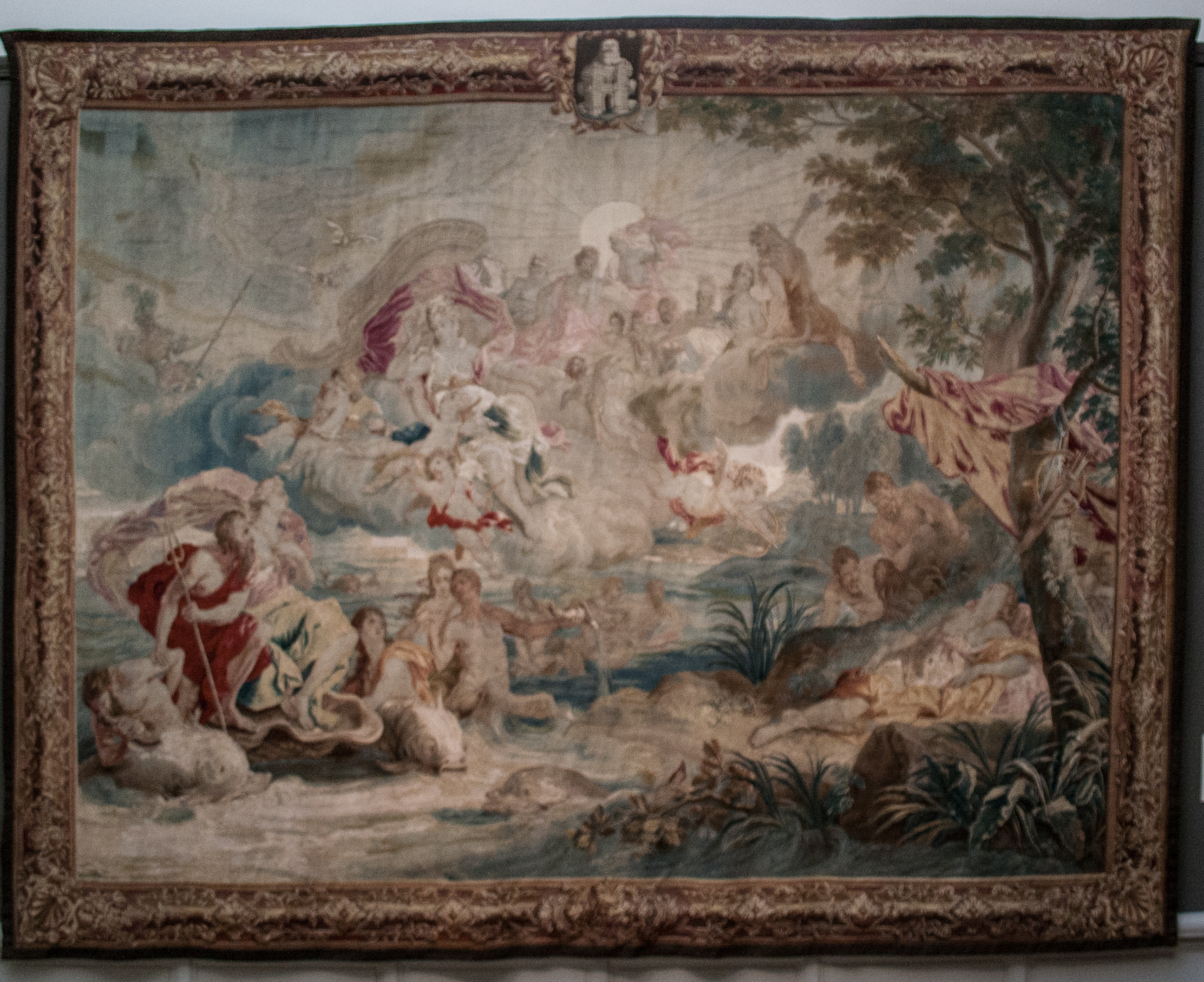
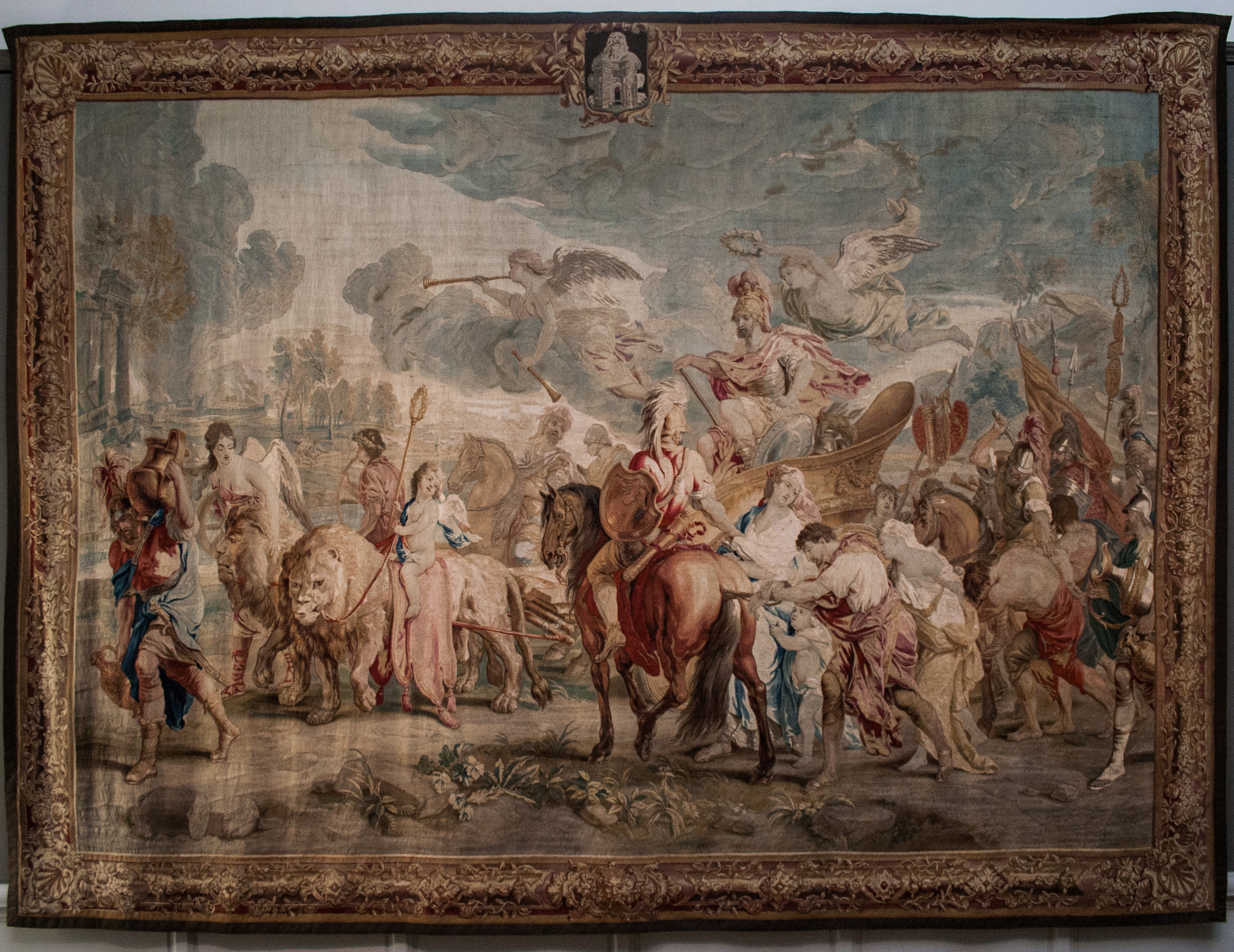
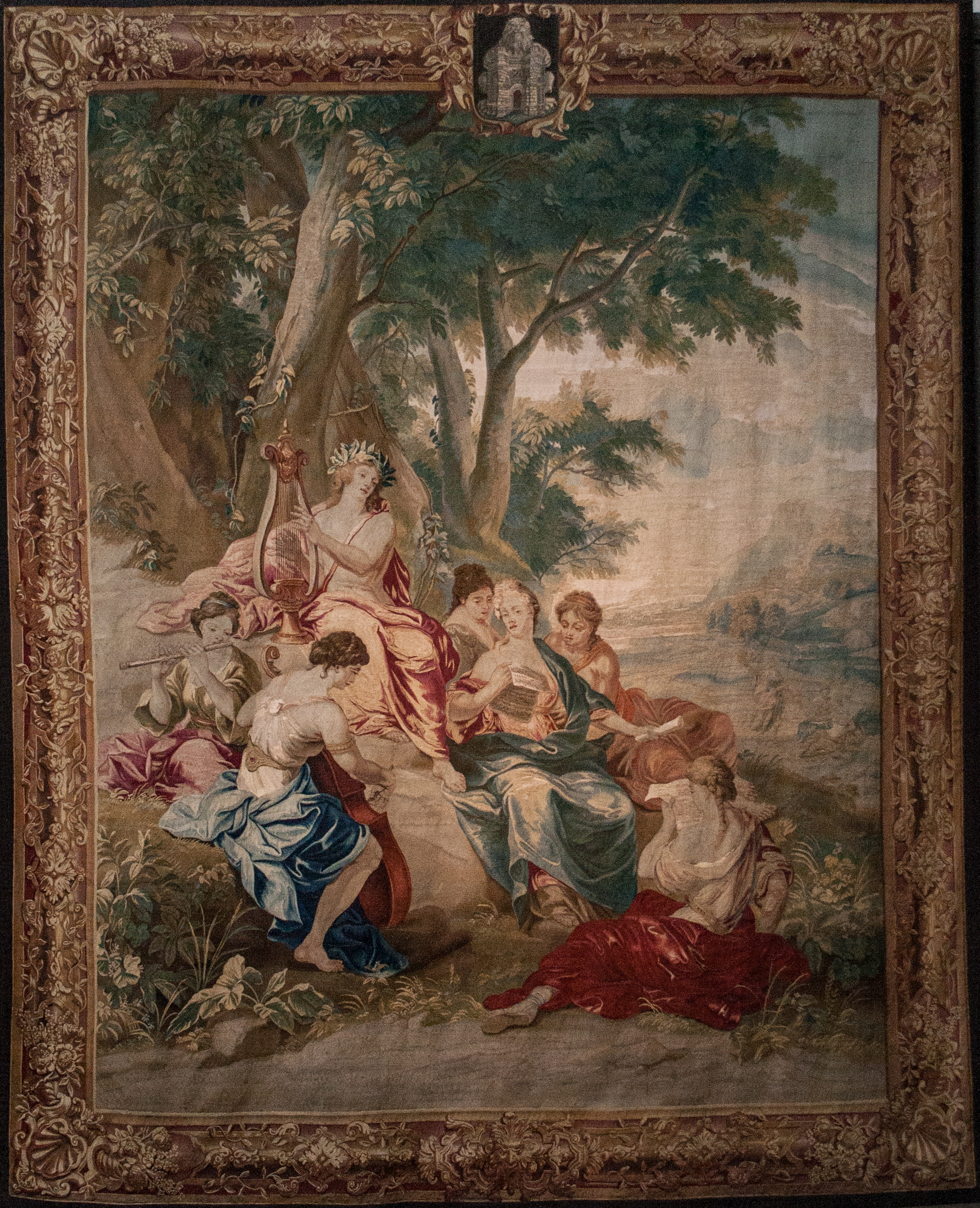
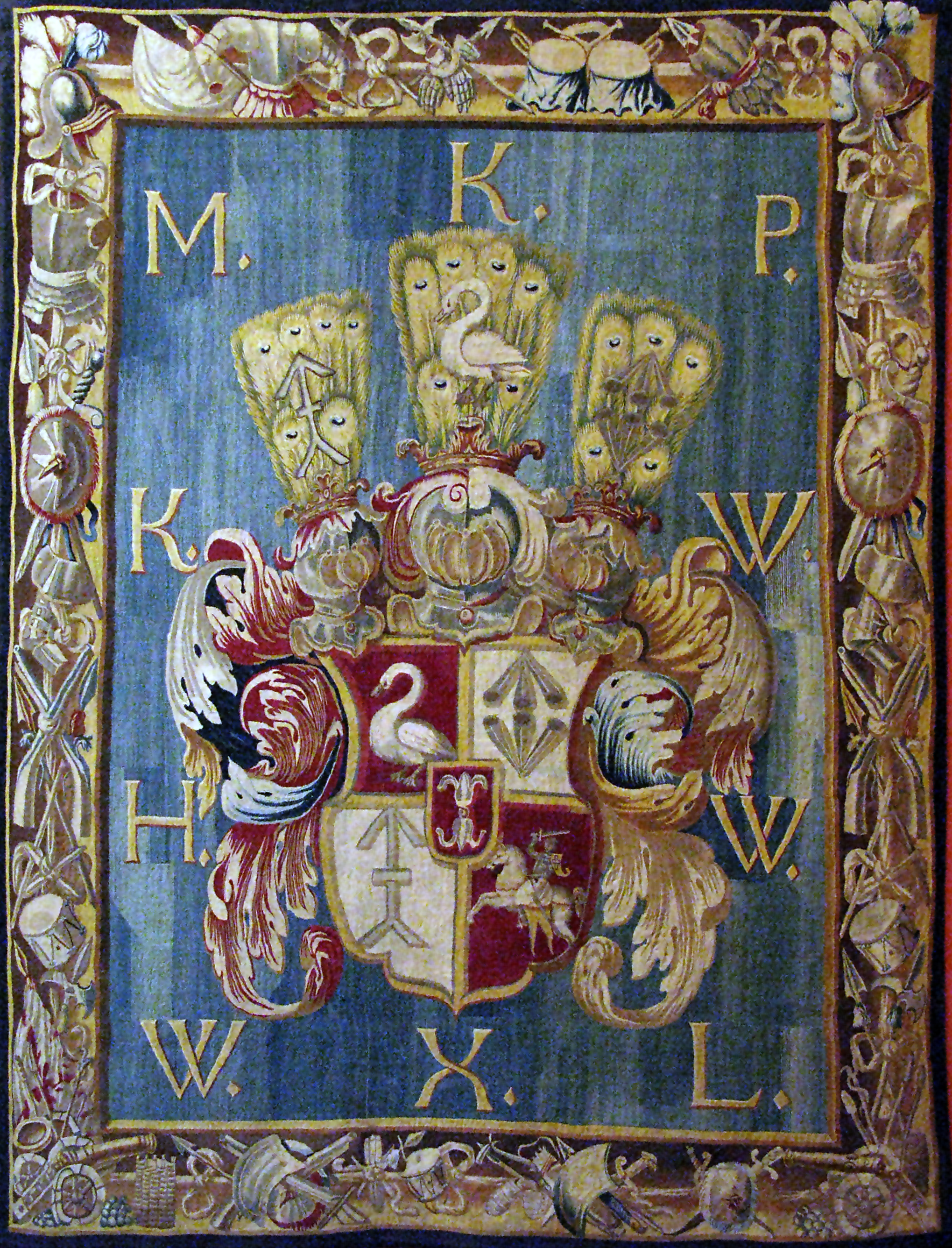

## Voetnoten
1. ↑  Koenraad Brosens, "A Contextual Study of Brussels Tapestry, 1670-1770. The Dye Works and Tapestry Workshop of Urbanus Leyniers (1674-1747)", in: Verhandelingen van de Koninklijke Vlaamse Academie van België voor Wetenschappen en Kunsten, vol. 13, 2004, p. 368
2. ↑  Opschrift: Mémoires pour mettre à la suite d’un livre touchant l’origine de la famille des Leyniers dans les arts de la teinture et de la tapisserie